# Case study
Case study (analiza przypadku, studium przypadku) – analiza pojedynczego przypadku, tj. szczegółowy opis, zazwyczaj rzeczywistego, przypadku, pozwalający wyciągnąć wnioski co do przyczyn i rezultatów jego przebiegu oraz szerzej danego modelu biznesowego, cech rynku, uwarunkowań technicznych, kulturowych, społecznych itp. Celem studium przypadku jest pokazanie koncepcji wartych skopiowania, jak i potencjalnych błędów, których należy unikać. Wykorzystywane jest w kształceniu jak i w praktyce biznesowej (m.in. analizy przygotowywane przez zleceniobiorców, np. firmy konsultingowe, dla klienta, kursy na temat metod wychowywania, itd.). 

## Historia
Rozwój studium przypadku jako metody nauczania zarządzania wiąże się z początkami szkół biznesu, które zaczęły powstawać w Stanach Zjednoczonych na przełomie XIX i XX w. Po raz pierwszy w dydaktyce, metoda case study została wykorzystana w Harvard Business School w 1914 roku. Metoda ta została podchwycona przez inne szkoły biznesu i uniwersytety w USA i Europie Zachodniej – zaczęto ją powszechnie wykorzystywać w nauczaniu studentów zarządzania, administracji i ekonomii. Studia przypadków stały się metodą dydaktyczną także na polskich uczelniach o profilu ekonomicznym.

## Zastosowania
Studium przypadku to także nauka poprzez analizę wykonania konkretnego projektu dla klienta.
Firma bądź osoba po wykonaniu pewnego projektu analizuje jego wykonanie – użyte techniki, materiały, sposób ich kompozycji i wykorzystania, co ma na celu poznanie odpowiednich sposobów do wykonywania pewnych prac.
Case study to nauka na podstawie konkretnego przypadku. Studium przypadku jest metodą badania, polegającą na wszechstronnym opisie pewnej zbiorowości lub jednostki, do którego przystępuje się bez wstępnych hipotez. Przedmiot eksploracji ma charakter jednostkowy. Czasami firmy zajmujące się np. tworzeniem wizerunku oraz obsługą klienta przez internet udostępniają kilka takich „case studies” w formie dokładnego omówienia wykonanego przez daną firmę produktu dla klienta. Ma to na celu pokazanie renomy firmy, umiejętności oraz profesjonalnego podejścia. 
W biznesie case study spełnia rolę jednego z wielu narzędzi podnoszących wiarygodność dostawcy wobec potencjalnego klienta (obok tzw. whitepapers oraz raportów firm analitycznych). Istotnym elementem owej wiarygodności są zamieszczane w case studies wypowiedzi osób bezpośrednio zaangażowanych w dostarczenie lub uruchomienie produktu/rozwiązania/usługi. Wiarygodność case study bierze się także z samego faktu wydania przez klienta zgody na spisanie i opublikowanie case study. Dokumenty tego rodzaju bardzo rzadko powstają bowiem w przypadku przedsięwzięć nieudanych lub takich, które nie przyniosły jednoznacznie pozytywnych rezultatów. Wbrew obiegowym opiniom, warstwa stylistyczna case study jest najmniej istotna. Z punktu widzenia wiarygodności najważniejszym elementem case study jest jakość jego zawartości merytorycznej. Jakość wyraża się tu m.in. celnością podnoszonych problemów, jakością stawianych diagnoz oraz adekwatnością proponowanych rozwiązań do sytuacji. Potencjalny klient analizuje tekst case study poszukując analogii między sytuacją opisywaną i jego własną. Gdy je znajdzie, przygląda się zależnościom przyczynowo skutkowym, logice tekstu, adekwatności argumentów do sytuacji i ich wzajemnym relacjom. Równolegle tekst case study podlega bardziej generalnej ocenie, która ma odpowiedzieć na następujące pytania: 
- Czy sprawa naprawdę zasługiwała na case study, czy też może jest sztucznie rozdmuchiwana?
- Czy case study skupia się na podkreślaniu zalet produktu/rozwiązania/usługi, czy też na rozwiązywaniu problemów klienta?
- Czy cytowane osoby wypowiadają się w sposób odpowiedni dla siebie, a więc nie sztuczny, wykreowany?

Korzyści stosowania case study w nauce zarządzania:
- Rozwija umiejętność kreatywnego myślenia.
- Uczy widzieć problemy w ich złożonym kontekście.
- Uczy myśleć kategoriami ciągów konsekwencji podjętych decyzji.
- Uczy rozpatrywać problemy wielostronnie.